# Madruédano
Madruédano es una localidad española del municipio de Retortillo de Soria, perteneciente a la provincia de Soria, en la comunidad autónoma de Castilla y León.

## Geografía

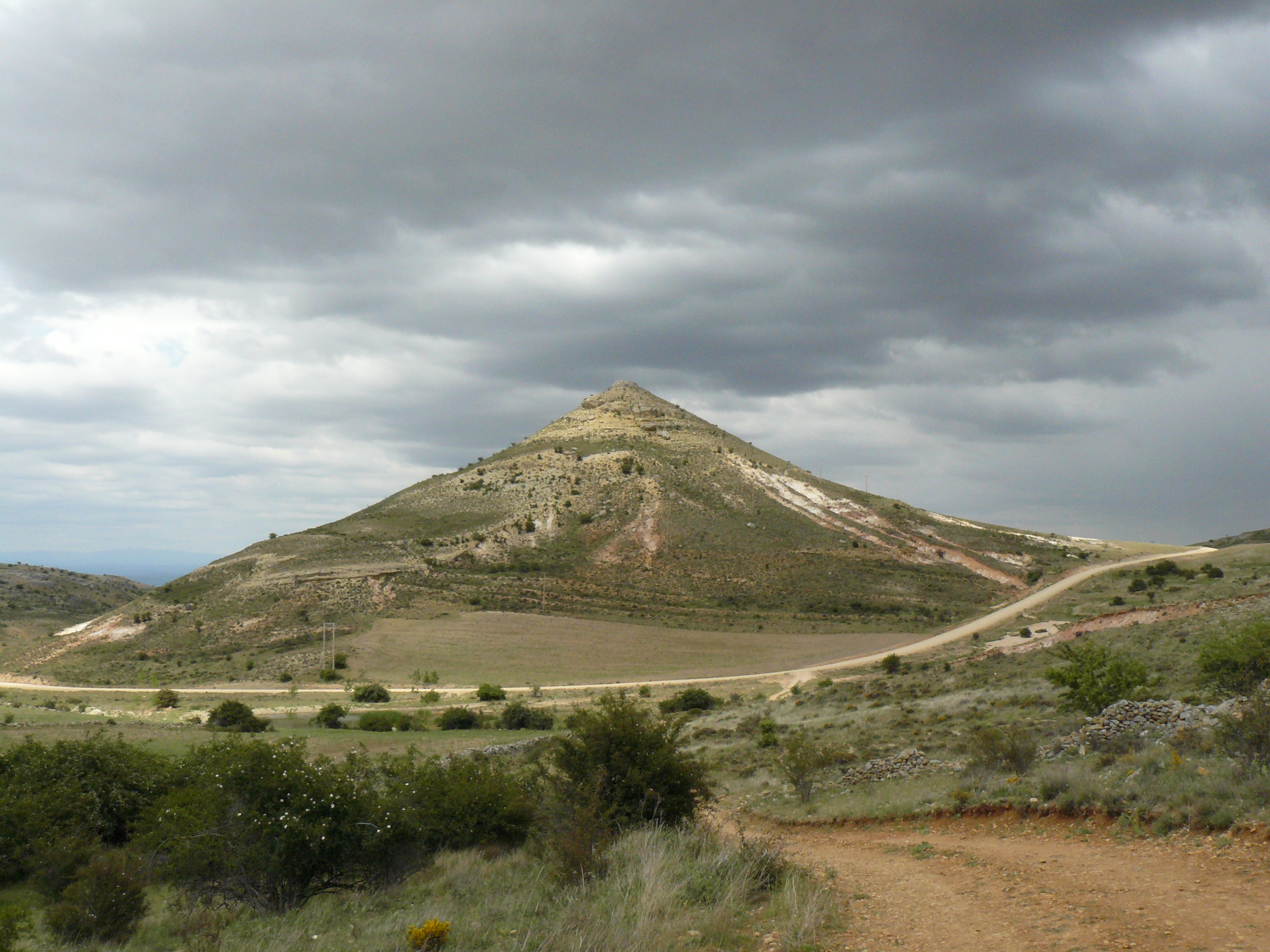
Monte junto a Madruédano

Desde el punto de vista jerárquico de la Iglesia católica forma parte de la Diócesis de Osma la cual, a su vez, pertenece a la archidiócesis de Burgos. Está situado en la ladera del cerro El Castillo, de 1213 m de altitud.

## Historia
Desde su fundación en la época medieval y hasta el siglo XIX, perteneció a la Comunidad de Villa y Tierra de Caracena. En el censo de 1789, ordenado por el Conde de Floridablanca, figuraba como lugar del partido de Caracena en la intendencia de Soria, con jurisdicción de señorío y bajo la autoridad del alcalde pedáneo, nombrado por el duque de Uceda.
A la caída del Antiguo Régimen la localidad se constituyó en municipio constitucional, conocido entonces como Madruedrano, en la región de Castilla la Vieja, partido de El Burgo de Osma, que en el censo de 1842 contaba con 44 hogares y 222 vecinos. A mediados del siglo XIX, el lugar, por entonces con ayuntamiento propio, tenía contabilizadas 60 casas. Aparece descrito en el decimoprimer volumen del Diccionario geográfico-estadístico-histórico de España y sus posesiones de Ultramar de Pascual Madoz de la siguiente manera:

MADRUEDANO: l. con ayunt. en la prov. de Soria (11 leg.), part. jud. del Burgo (5), aud. terr. y c. g. de Burgos (22), dióc. de Osma (5): sit. en una ladera pedregosa y combatido mas frecuentemente por el viento N., su clima es muy frio. Tiene 60 casas, la consistorial, escuela de instruccion primaria frecuentada por 40 alumnos de ambos sexos, á cargo de un maestro á la vez sacristan y secretario de ayunt., dotado con 56 fan. de trigo común; hay una fuente de buenas aguas que aprovecha el vecindario para sus necesidades domésticas, igl. parr. (San Quirico y Santa Julita), aneja de la de Modamio, un cementerio público sit. al S. de la pobl. term.: confina N. Perera; E. Nograles y Modamio; S. Retortillo, y O. Caracena; dentro de él se encuentran 3 fuentes de buenas aguas. El terreno es frio, arenoso y de mala calidad, comprende un monte carrascal y una deh., cuyos pastos son heno y trebol. caminos: los que dirigen á los pueblos limítrofes, todos de herradura y en mediano estado. correo: se recibe y despacha en la cab. del part., por balijero. prod.: trigo de inferior clase, centeno y cebada; leñas de combustible y yerbas de pasto, con las que se mantiene ganado lanar y las yuntas necesarias para la agricultura; hay caza de liebres, conejos y perdices. ind.: la agrícola. pobl.: 44 vec., 182 alm. cap. imp.: 27,027 rs. y 30 mrs. El presupuesto municipal: 720 rs., se cubre por reparto vecinal.
(Madoz, 1848, pp. 13-14)

El municipio de Madruédano desapareció en 1966, al fusionarse con los de Retortillo de Soria, Sauquillo de Paredes, Losana, Modamio, Torrevicente y Valvenedizo.

## Demografía
| Gráfica de evolución demográfica de Madruedano entre 1842 y 1960 |
| |
| Población de derecho según los censos de población del INE Población de hecho según los censos de población del INEEn este censo se denominaba Madruedrano: 1842 Entre el censo de 1970 y el anterior, este municipio desaparece porque se integra en el municipio 42155 (Retortillo de Soria) |

Según el censo ordenado por el conde de Floridablanca, contaba entonces con 197 habitantes.
En el año 1981 contaba con 36 habitantes, concentrados en el núcleo principal, pasando a 11 en 2010, 7 varones y 4 mujeres.
| Gráfica de evolución demográfica de Madruédano entre 2000 y 2010                                 |
|                                                                                                  |
| Población de derecho (2000-2010) según los censos de población del INE a 1 de enero de cada año. |

## Patrimonio

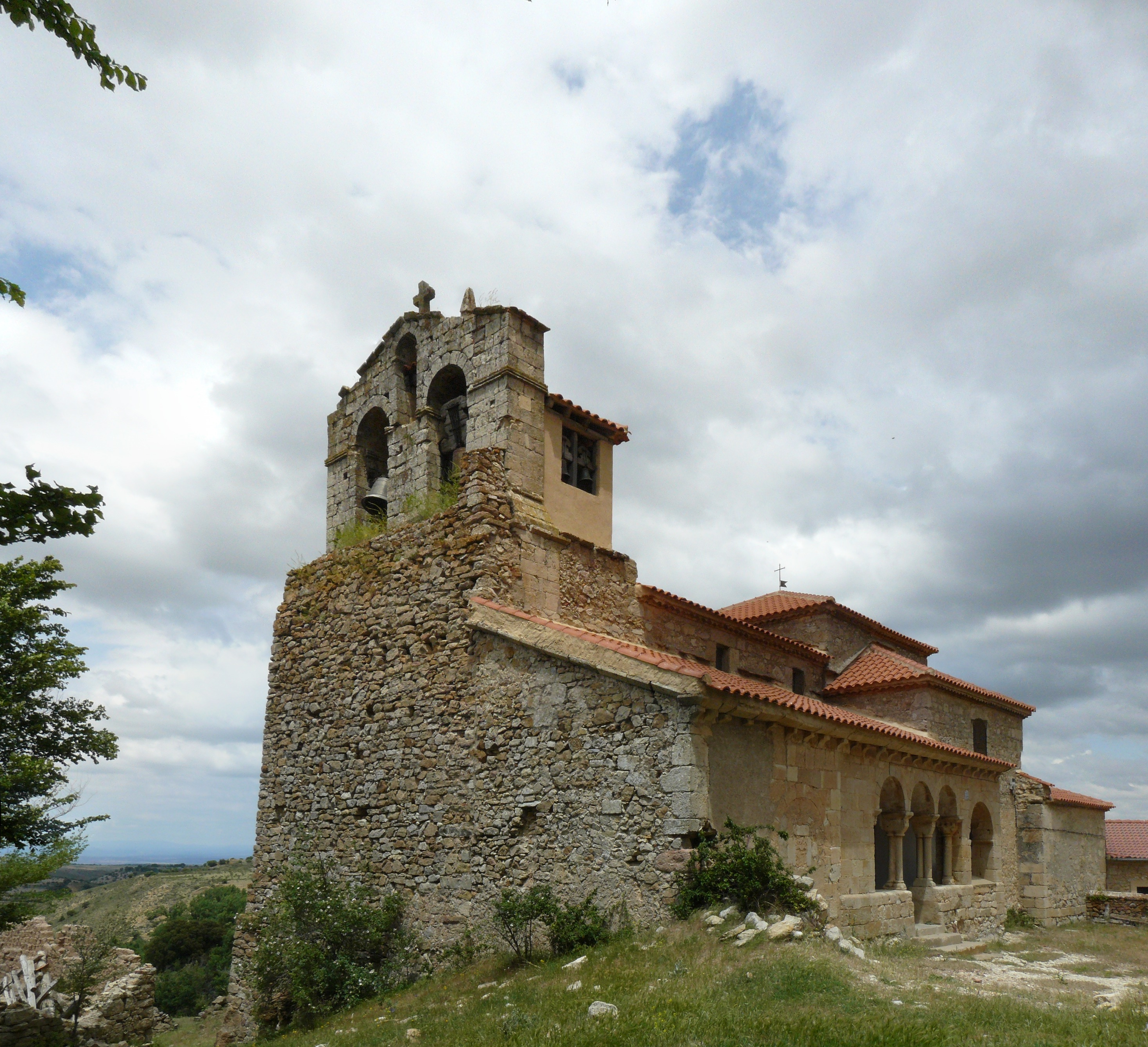
Vista de la iglesia con la espadaña

En la localidad hay una iglesia parroquial bajo la advocación de San Quirico y Santa Julita. Se trata de una construcción de origen románico, puede que del siglo XIIX. De esta época se conserva una de las puertas y tres arcos de su galería porticada. Sufrió al menos dos reformas, la última, en época moderna, en la que se añadió el campanario, la espadaña, dos naves laterales a modo de crucero, y se construyó el altar mayor.

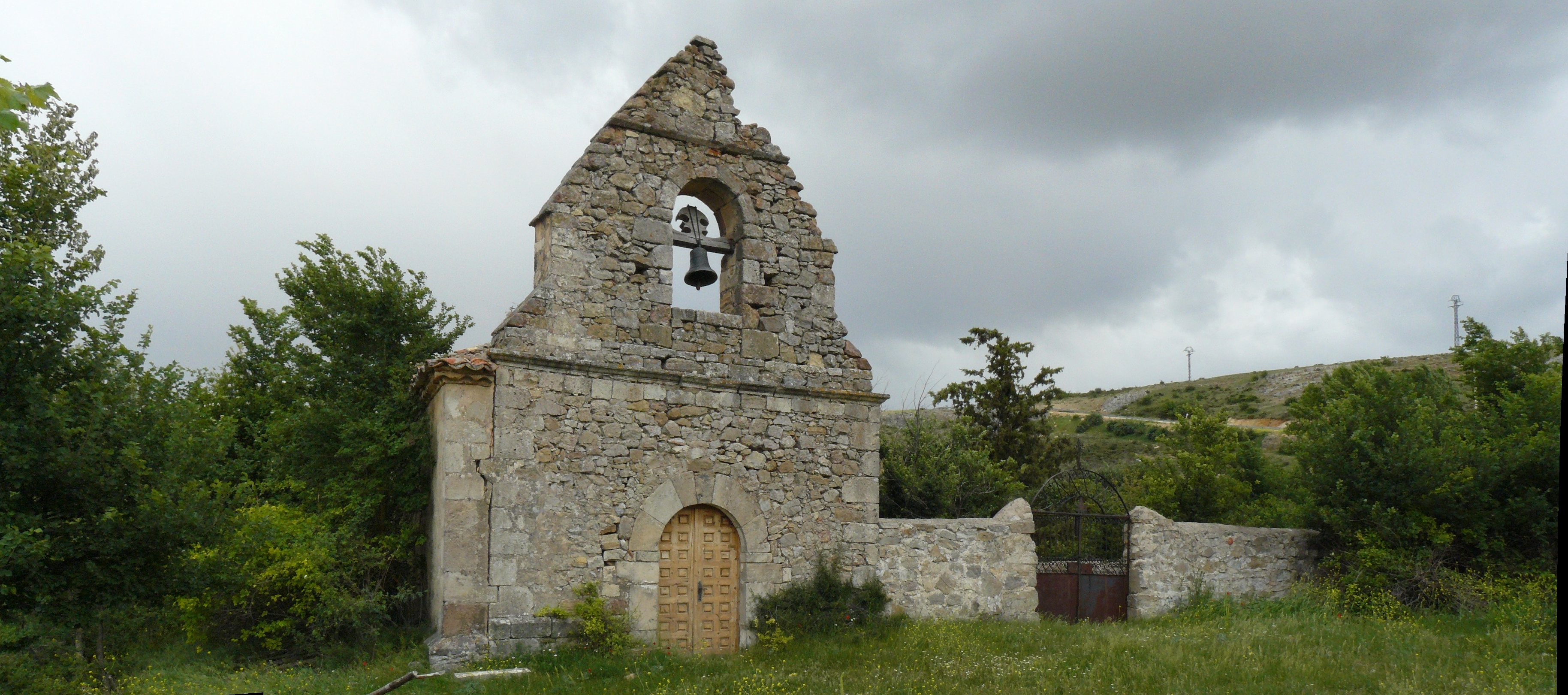
Ermita de la Virgen del Val y cementerio

La ermita de la Virgen del Val fue construida en el siglo XVI. De planta rectangular, conserva una pila bautismal y un retablo de estilo barroco. Junto a ella se encuentra el actual cementerio de la localidad. La ermita de Nuestra Señora de las Angustias, también del siglo XVI, es de planta cuadrada.
La fuente y el lavadero (poza) fueron construidos en las primeras décadas del siglo X en la antigua entrada al pueblo. El Palomarón es un palomar situado a las afueras del pueblo, en el camino a Pozuelo y Caracena, y que pudo tener funciones de vigía. El frontón aprovecha la pared de un aterrazamiento provocado por la situación del pueblo, que fue recubierto de cemento en 1954.